# Сількеборг
Сількеборг ([ˈselɡəˌbɒːˀ], дан. Silkeborg) — місто в Данії, у регіоні Центральна Ютландія, адміністративний центр однойменної комуни. 

## Географія
Місто розташоване на річці Гудено, у центрі Ютландії.

## Клімат
| Кліматограма Сількеборґу                                                                                                  | Кліматограма Сількеборґу | Кліматограма Сількеборґу | Кліматограма Сількеборґу | Кліматограма Сількеборґу | Кліматограма Сількеборґу | Кліматограма Сількеборґу | Кліматограма Сількеборґу | Кліматограма Сількеборґу | Кліматограма Сількеборґу | Кліматограма Сількеборґу | Кліматограма Сількеборґу |
| --- | ------------------------ | ------------------------ | ------------------------ | ------------------------ | ------------------------ | ------------------------ | ------------------------ | ------------------------ | ------------------------ | ------------------------ | ------------------------ |
| С | Л                        | Б                        | К                        | Т                        | Ч                        | Л                        | С                        | В                        | Ж                        | Л                        | Г                        |
| 65 3 −1 | 53 4 −1                  | 53 6 0                   | 53 11 3                  | 68 15 7                  | 82 18 10                 | 80 20 13                 | 85 20 13                 | 73 17 11                 | 75 12 7                  | 59 7 4                   | 63 4 1                   |
| Середня макс. і мін. температури повітря (°C) Атмосферні опади (мм), за рік : 809 мм. Джерело: «Climate-Data.org» (англ.) |                          |                          |                          |                          |                          |                          |                          |                          |                          |                          |                          |

## Історія
Засноване 1844 року, назва досілівно перекладається як Сільке-замок. Замок справді існував з 15 століття неподалік, до наших днів не зберігся. Заснування міста пов'язане із будівництвом братами Християном та Міхаелем Дрюсенами Сількеборзької паперової фабрики. Нині пам'ятник Міхаелу Дрюсену височить навпроти міської ратуші.
Сьогодні виробництво паперу у місті не здійснюється, фабрику 2000 року закрито, а у перебудованих корпусах розмістилися готелі, концертні зали та кінотеатри. Частина колишньої промислової зони була віддана під житлову забудову.

## Визначні місця
- Сількеборзький музей (у найдавнішій збереженій будівлі міста, садибі 1767 року);
- Центральна площа з будинками ратуші (1857), церкви та готелю (1848);
- Діючий пароплав 1861 року;
- Акваріум;
- Музей Джорн (артмузей);
- фонтани міського озера.

## Відомі уродженці
- Йоганес Фібігер (1867—1928)— данський онколог, бактеріолог і патологоанатом
- Лау Лаурітцен (1878—1938) — данський актор, кінорежисер і сценарист.

## Міста-побратими
- Арендал, Норвегія
- Аурборґ, Ісландія
- Баня-Лука, Боснія і Герцеговина
- Гіжицько, Республіка Польща
- Кайзерслаутерн, Німеччина (2000)
- Корона, США
- Савонлінна, Фінляндія
- комуна Кальмар, Швеція

## Галерея

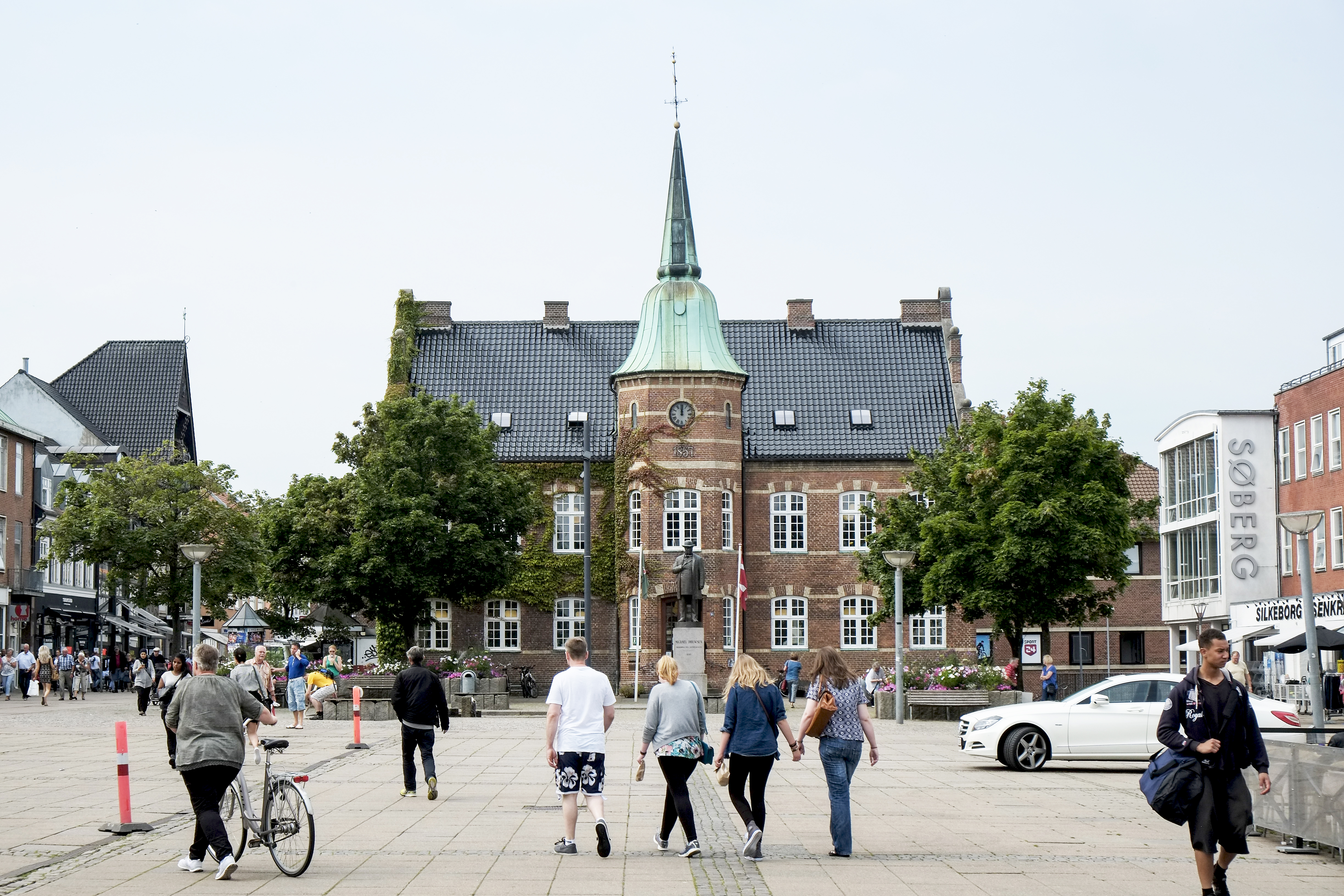
Ратуша
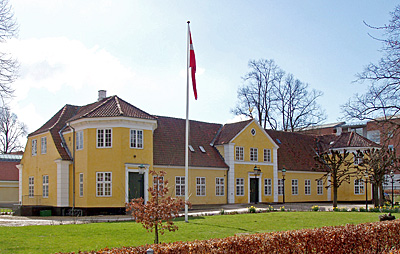
Сількебурзький музей
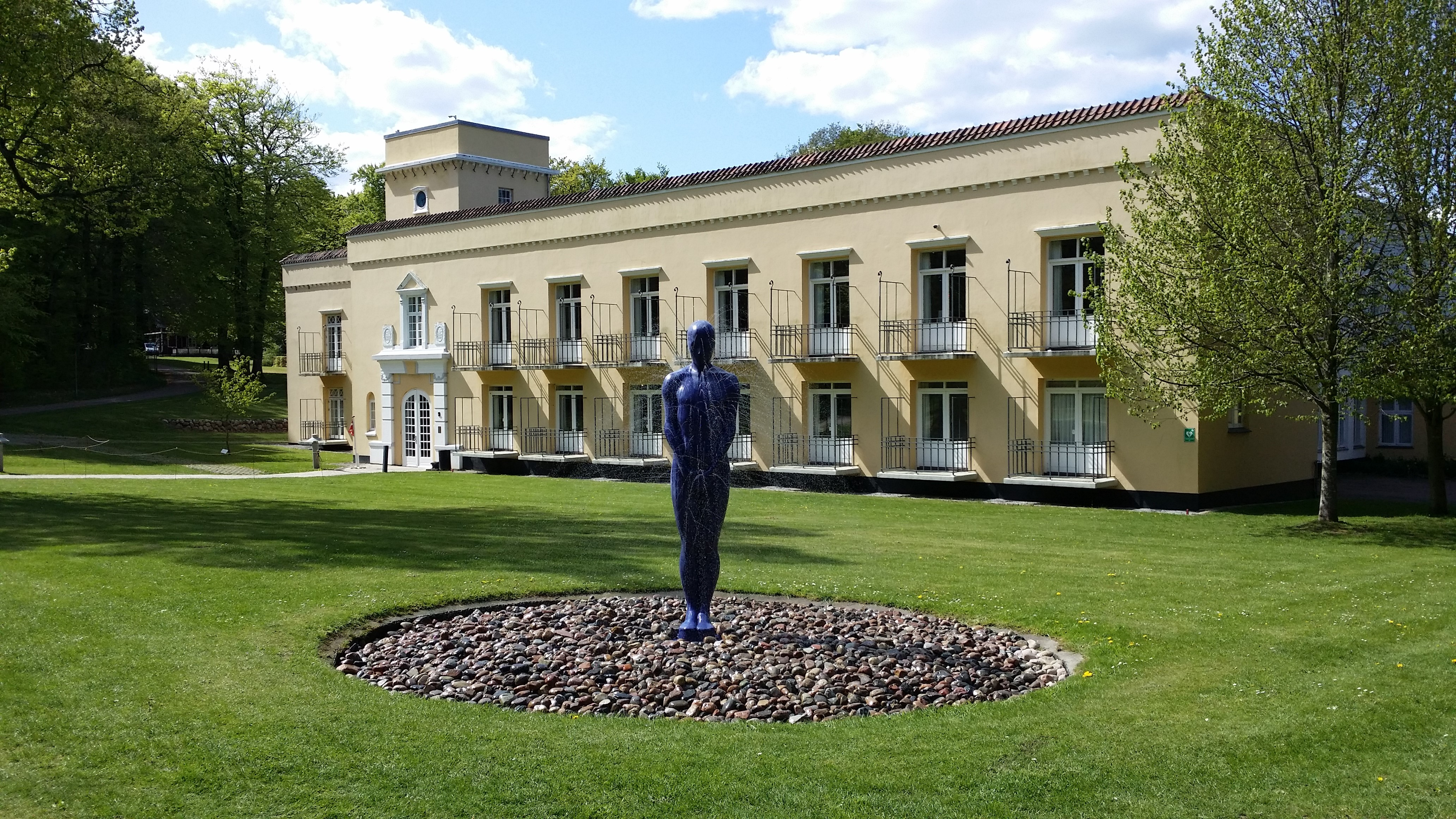
Художня галерея «Art Center Silkeborg Bad»
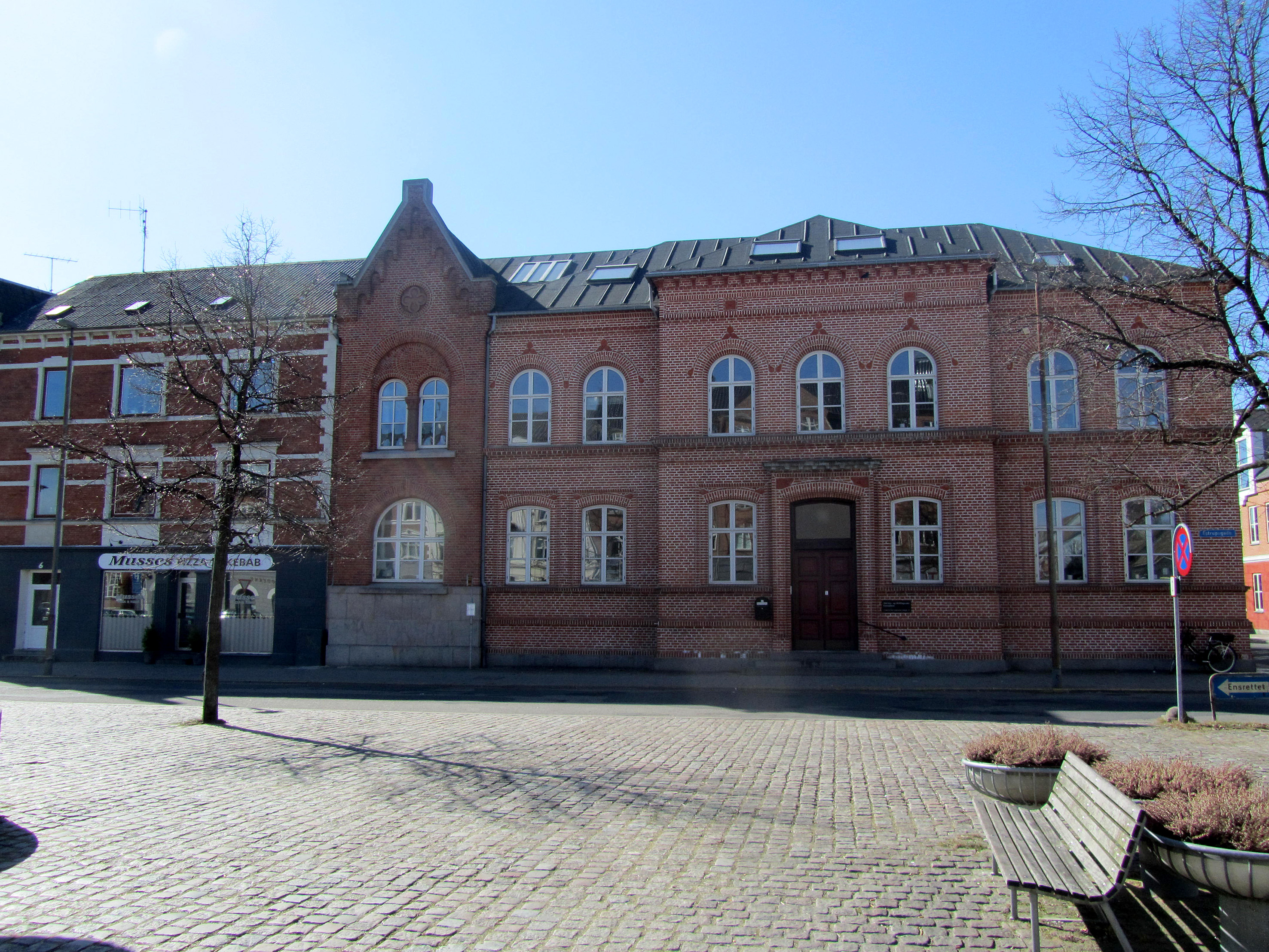
Колишня технічна школа
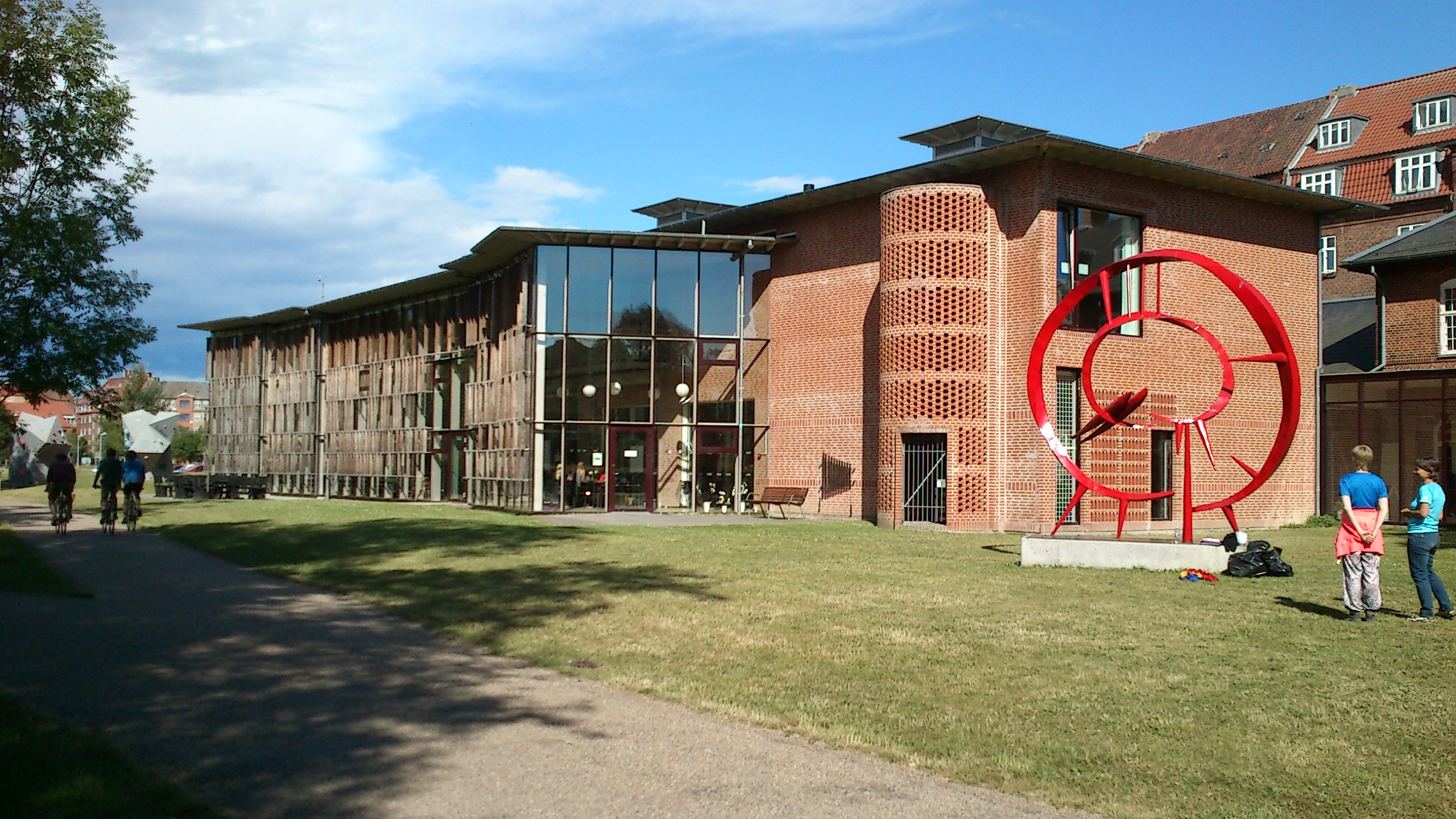
Фолькестедет
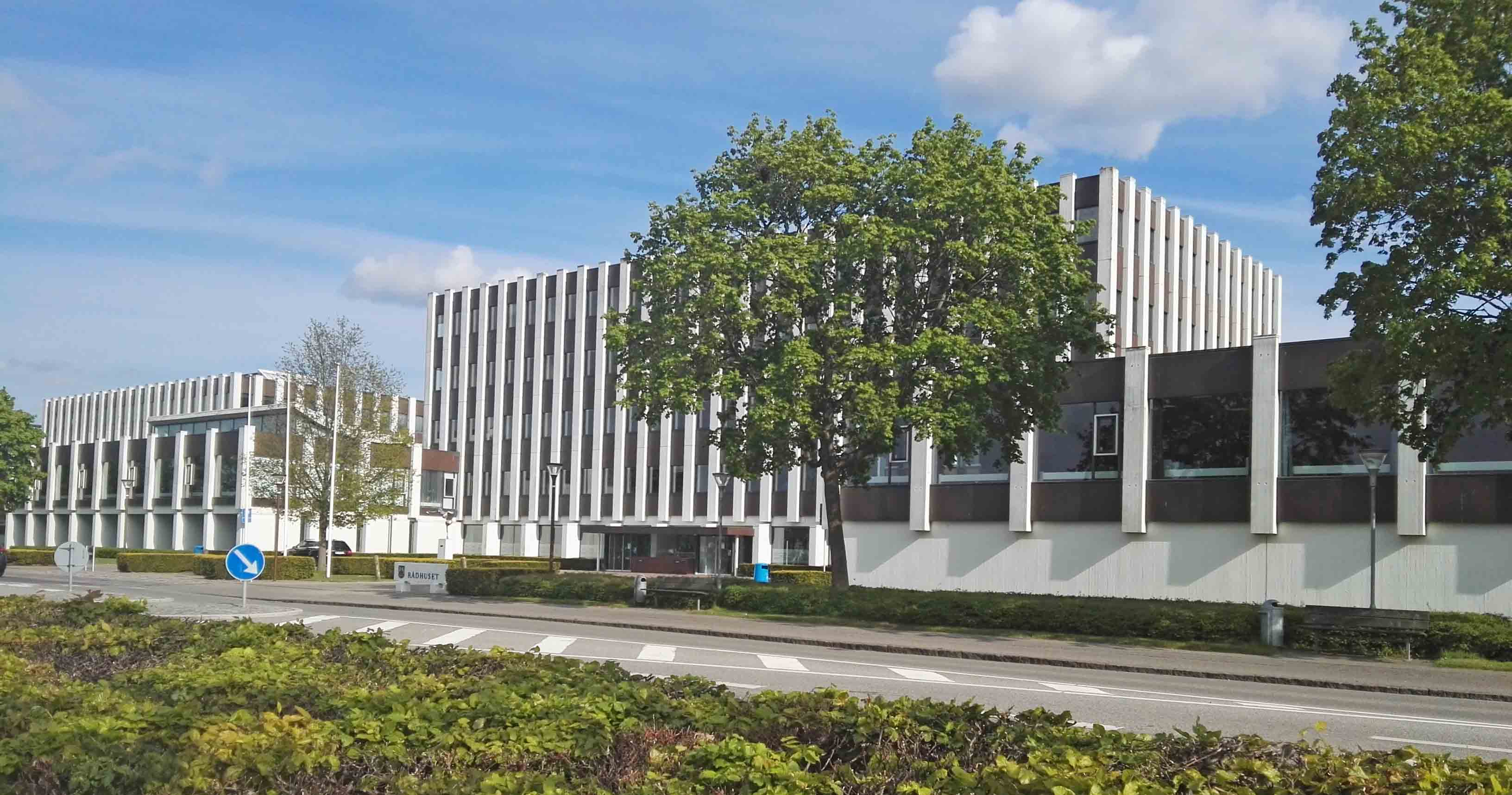
Будівля адміністрації комуни

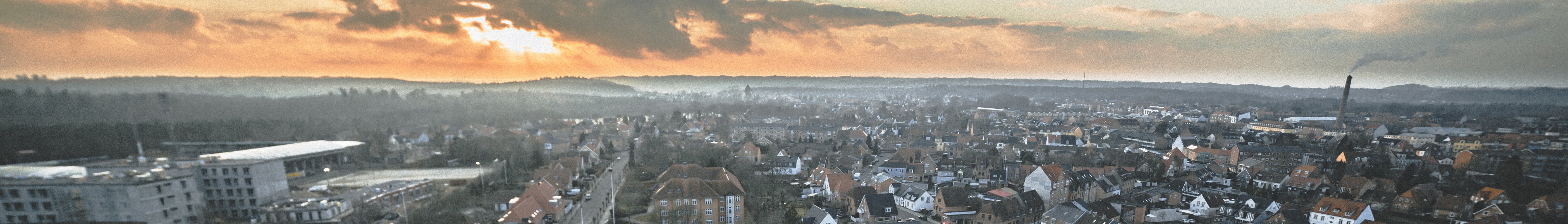
Панорама міста